# 高松高等商業学校
| 高松高等商業学校 （高松高商） | 高松高等商業学校 （高松高商） |
| ----------------------------- | ----------------------------- |
| 創立                          | 1923年                        |
| 所在地                        | 香川県高松市                  |
| 初代校長                      | 隈本繁吉                      |
| 廃止                          | 1951年                        |
| 後身校                        | 香川大学                      |
| 同窓会                        | 又信会                        |

高松高等商業学校（たかまつこうとうしょうぎょうがっこう）は、1923年（大正12年）12月に設立された旧制専門学校。通称は高松高商。香川大学経済学部の前身。

## 概要
- 四国地方では唯一の、全国では12番目の官立高等商業学校として設置された。徹底したスパルタ式の校風で知られ、第一期生でストレートに無事卒業できたのはわずかに109名。昭和10年代には入試競争率は10倍を超え、東の横浜高商（現在の横浜国立大学経済学部・経営学部）と並ぶ全国有数の難関高商として有名だった。
- 第二次世界大戦中に軍部の圧力で戦争協力のため全国の官立高商が工業専門学校、工業経営専門学校に転換させられた際、小樽高商などとともに全国で5校だけがそのままの存続を許され高松経済専門学校（高松経専）と改称された。
- 現在の香川大学経済学部・法学部の前身である。当初高松高商の卒業生により組織された同窓会「又信会」（ゆうしんかい）は、高松経専、香川大学経済学部・法学部の卒業生にも共通の同窓会となっている。
- なお類似した校名として県立高松商業学校（たかしょう、現在の香川県立高松商業高等学校）がある。高松高商の校章が鷹の羽根に「高商」であるのに対して、県立高松商業は大正期には香川商業を名乗っており、現在でも校章はソロバンの玉のかたちに「香商」のままである。

## 沿革
- 1923年12月：設立。本科を設置（修業年限3年）。
  - 誘致には松平頼寿伯爵（旧高松藩主、のち貴族院議長）の奔走が大きかったとされる。
- 1924年4月：第1回入学式。
- 1925年1月：商工経済研究室を設置。
- 1925年11月：商工経済研究室『商工経済研究』創刊。
- 1928年：専修科設置。
- 1941年2月：『商工経済研究』を『高松高商論叢』と改題。
  - 『高松経専論叢』への改題（1945年3月）を経て現『香川大学経済論叢』。
- 1944年4月：高松経済専門学校と改称。
- 1947年4月：商工経済研究室を人文科学研究所と改称。
- 1949年5月：香川大学に包括され経済学部となる。
- 1949年7月：香川大学経済研究所に改組。

## 歴代校長
- 初代：隈本繁吉（1923年12月11日[1]-1927年）
  - 1873年福岡県八女市生まれ[2][3]。東京帝国大学文科大学史学科卒[2]。文部省図書審査官・視学官、福井県立福井中学校長、東京高等師範学校教授を経て、1908年に韓国学部書記官・外国語学校長に就任し、韓国併合後は朝鮮総督府事務官・初代学務課長となり、第一次朝鮮教育令の策定に関与した[2][4]。1911年に台湾総督府国語学校長・視学官・学務部長に就任し、台湾総督府図書館初代館長、台北高等商業学校初代校長を歴任後、欧米各国への教育視察を経て、高松高等商業学校長に就任[2]。1927年に大阪高等学校長に異動[2]。文部省視学官時代には哲学館事件に関わり、教科書疑獄事件では逮捕経験がある[5]。香川大学経済学部敷地内に銅像がある。
- 第2代：沢田源一（1927年-1939年）
  - 文部省官房秘書課長から転入。在任期間は歴代校長中で最も長く、校勢も充実した黄金時代を築く。のちの東京美術学校（現東京芸術大学）校長。
- 第3代：阿原謙蔵（1939年-1940年）
- 第4代：安井章一（1940年-1944年）
  - 警察官僚出身で学内の国家主義化を強力に指導する。この結果、全国専門学校中の「模範校」として持ち上げられる一方、大泉行雄教授（戦後復帰し、のち香川大学学長）等開校当時からのリベラルな教授が教壇を去ることになった。
- 第5代：久保謙（1944年-1946年）
- 第6代：藤井武夫（1946年-1951年）
  - 善通寺疎開中に九州大学学生部長から転入。戦後の高松復帰と新制大学への移行に尽力する。

## 校地の変遷と継承
設立以来、高松市宮脇町（現・幸町）に所在していたが、敗戦直前の1945年7月の高松空襲により校舎のほとんどを焼失したため、1946年に県中央部の善通寺市にあった陸軍第11師団の旧兵舎に移転し仮校舎とした（官立高商のうち戦災によって大きな被害を受けたのは高松高商のみである）。その後在校生、同窓会と高松政財界が一丸となって高松への復帰運動を展開、1948年に幸町校地に復帰を果たした。この間の事情は2008年に香川大学経済学部が製作したDVD「学び舎を我らの手で」に詳しい。幸町校地は学制改革により香川大学経済学部、法学部キャンパスとして継承され現在に至っている。

## 著名な出身者
1923年の高松高商創立から戦後の新制大学移行による閉校まで、高松高商の卒業生総数はわずかに25期で合計4,000名ほどである。この数は都会のマンモス私立大学はもとより、後身である現在の香川大学6学部の在学生数にも及ばない数だが、その中から総理大臣1名、県知事1名、副知事2名、出納長1名、数百名の上場企業役員が生まれている。
元来、中・四国地方は教育熱心な土地柄として知られ、高級官僚養成機関である帝国大学への進学を約束された官立の旧制高等学校は、ナンバースクールである第六高等学校を筆頭に9県で6校あった（六高＝岡山県、広高＝広島県、松江高＝島根県、山高＝山口県、松山高＝愛媛県、高知高＝高知県）にもかかわらず、総理大臣を出したのは、本来経済人の養成機関で政界には縁の薄い高松高商ただ一校であった。
以下、著名な出身者を卒業回数にしたがって列記した。なお、すでに全員が第一線を退いているため、役職はすべて当時のものとし、「元」を省略している。
- 宮武徳次郎〔2回卒〕- 大日本製薬社長、会長。
- 矢野良臣〔3回卒〕- 丸善石油化学社長、日本銀行外国局長を経て日綿実業（現・双日）副社長。
- 岡内英夫〔3回卒〕- 資生堂社長、会長。
- 中塚卓蔵〔3回卒〕- 香川県出納長、香川県議会副議長、香川県町村会長、土庄町長。
- 藤井良男〔3回卒〕- フジタ工業（総合建設、現在の（株）フジタ）副社長、フジタ建物社長、会長。
- 山本道夫〔3回卒〕- 日本生命副社長、相談役。
- 小磯治芳〔3回卒〕- 香川県議会議長。
- 玉置實〔3回卒〕- 衆議院議員。香川県経済部長、弁護士。
- 大野忠雄〔3回卒〕- 日弁連副会長、弁護士。
- 橋本栄一〔4回卒〕- 三井物産副社長、会長、相談役。
- 足立眞重〔4回卒〕- 松江相互銀行（現・島根銀行）社長、会長。
- 山城章〔4回卒〕- 一橋大学教授。
- 入江猪太郎〔4回卒〕- 神戸大学教授。
- 赤城猪太郎〔5回卒〕- フジコピアン社長、会長。
- 大平正芳〔6回卒〕- 第68・69代内閣総理大臣。
- 安本和夫〔6回卒〕- トーメン社長、会長。
- 橋本仲介〔6回卒〕- 日商岩井（現在の総合商社双日）副社長。
- 増田健次〔6回卒〕- 野村證券副社長、野村コンピュータシステム会長。
- 白石春樹〔7回卒〕- 愛媛県知事。
- 神原武雄〔7回卒〕- 江商（現在の総合商社兼松）社長。
- 鷹尾寛〔8回卒〕- 新日本証券（現・新光証券）社長、会長。日本興業銀行（現在のみずほ銀行・みずほコーポレート銀行）常務。
- 沢村貴義〔8回卒〕- 日本通運社長、会長。
- 土方三郎〔9回卒〕- 日東電工社長、会長。
- 井上房一〔10回卒〕- 香川県副知事。
- 原島克孝〔10回卒〕- 大日本製薬副社長。
- 小津正次郎〔10回卒〕- 阪神タイガース球団社長兼阪神電鉄専務。
- 大社（おおこそ）義規〔11回〕- 日本ハム社長兼会長、日本ハムファイターズ球団オーナー。
- 宮武康夫〔11回卒〕- 安田火災海上保険（現・損保ジャパン）社長。
- 中川幸次〔15回卒〕- 野村総合研究所社長、日本銀行理事。
- 松下秀雄〔15回卒〕- オーディオテクニカ創業者。
- 片山温三〔16回卒〕- 神栄社長、会長
- 山下秀〔16回卒〕- 住友石油開発社長、住友商事副社長。
- 川田史郎〔18回卒〕- 日本コロムビア会長、日立製作所副社長。
- 小野年之〔18回卒〕- 岡山県副知事。
- 江崎敏美〔21回卒〕- 横浜冷凍社長、会長。
- 橋本昭〔21回卒〕- ジャストシステム会長。
- 安藤清〔21回卒〕- 大成建設副社長。
- 伴章二〔22回卒〕- 豊田合成社長、会長。
- 濱田庄平〔22回卒〕- ニッパツ社長、会長。
- 太田三治〔22回卒〕- 丸紅副社長。
- 川井顕作〔23回卒〕- 香川相互銀行（現・香川銀行）社長 。
- 新谷守男〔23回卒〕- サンマルク会長。
- 大林一友〔24回卒〕- 香川銀行頭取、会長。
- 入谷拓次郎〔25回卒〕- SHKライングループ（新日本海フェリー・阪九フェリー・関光汽船）オーナー。